# Castello di Serravalle
Castello di Serravalle (emilián nyelven Castèl d Sravâl) település Olaszországban, Emilia-Romagna régióban, Bologna megyében.  Castello di Serravalle Guiglia, Monte San Pietro, Monteveglio, Savignano sul Panaro, Savigno és Zocca községekkel határos.

## Népesség
A település lakossága az elmúlt években az alábbi módon változott: